# Ластівчине гніздо (срібна монета)
«Ла́стівчине гніздо́» — пам'ятна срібна монета номіналом 10 гривень, випущена Національним банком України, присвячена одній з «перлин» Південного Криму — Ластівчиному гнізду, побудованому в 1912 році інженером-архітектором Шервудом.
Монету введено в обіг 28 травня 2008 року. Вона належить до серії «Пам'ятки архітектури України».

## Опис монети та характеристики
| Номінал грн. | Метал            | Маса, г      | Діаметр, мм | Якість виготовлення | Гурт     | Тираж, штук |
| ------------ | ---------------- | ------------ | ----------- | ------------------- | -------- | ----------- |
| 10           | срібло 925 проби | 31,1 / 33,62 | 38,6        | пруф                | рифлений | 5 000       |

### Аверс
На аверсі монет зображено морську хвилю і чайку, угорі — малий Державний Герб України та півколом напис — "НАЦІОНАЛЬНИЙ БАНК УКРАЇНИ, " розміщено написи: «10»/ «ГРИВЕНЬ»/ «2008», а також позначення металу, його проби «Ag 925», маси в чистоті — «31,1».

### Реверс

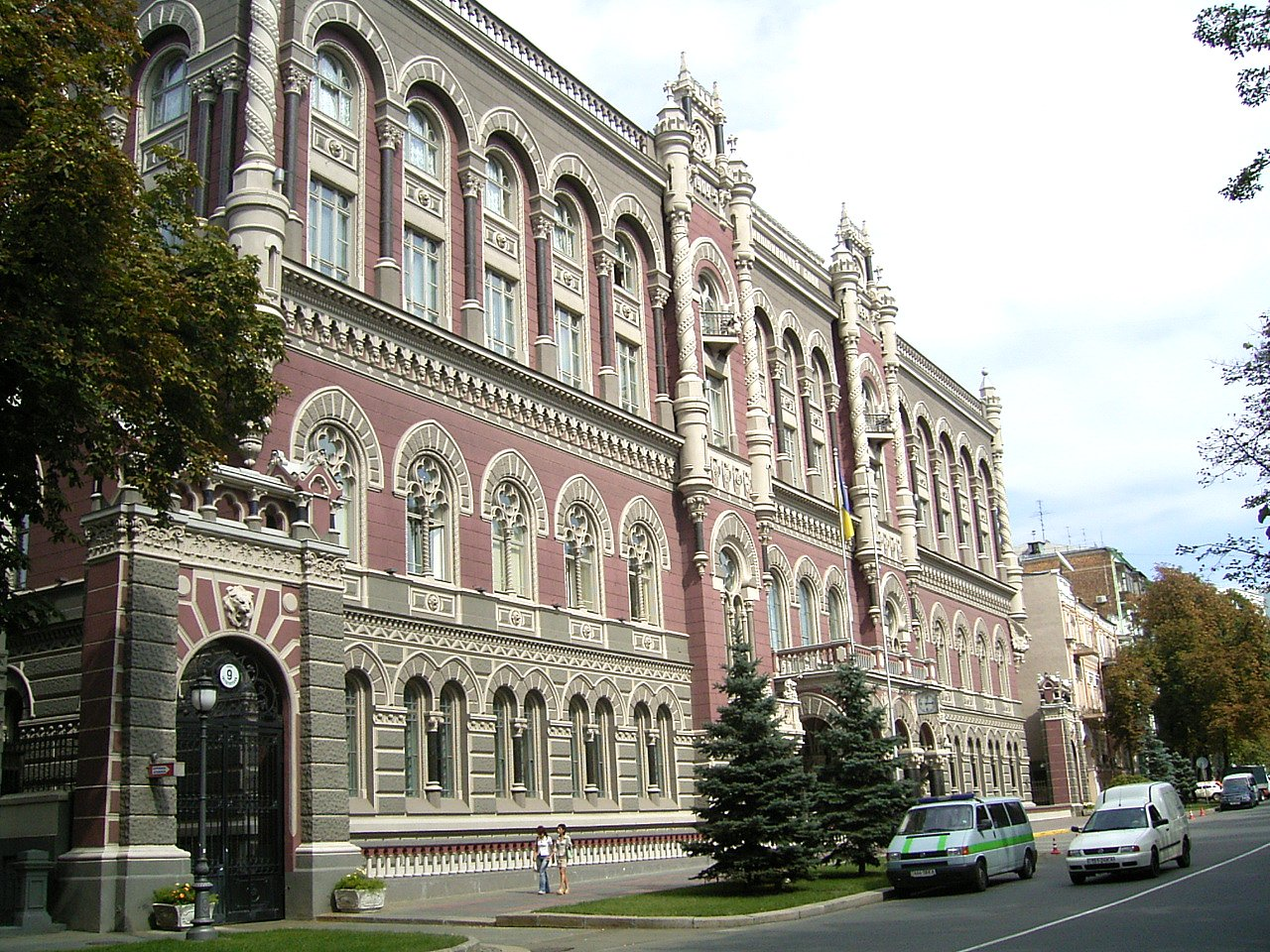
Будівля Національного банку України

На реверсі монет на тлі гори і моря зображено пам'ятку архітектури — Ластівчине гніздо на скелі та розміщено напис — «ЛАСТІВЧИНЕ ГНІЗДО» (ліворуч).

## Автори
- Художники: Таран Володимир, Харук Олександр, Харук Сергій (аверс), Груденко Борис (реверс).
- Скульптори: Дем'яненко Анатолій, Атаманчук Володимир.

## Вартість монети
Ціна монети — 618 гривень була вказана на сайті Національного банку України в 2014 році.
Фактична приблизна вартість монети з роками змінювалася так:
| Рік        | 2010 | 2011 | 2012 | 2013 | 2014 | 2015  | 2016  | 2017  | 2018  | 2019  | 2020  | 2021  | 2022  | 2023  | 2024  | 2025  |
| ---------- | ---- | ---- | ---- | ---- | ---- | ----- | ----- | ----- | ----- | ----- | ----- | ----- | ----- | ----- | ----- | ----- |
| Ціна, грн. | 550  | 550  | 600  | 650  | 600  | 1 500 | 1 300 | 1 370 | 1 370 | 1 300 | 1 200 | 1 700 | 1 820 | 2 400 | 5 400 | 5 200 |